# Synidotea submarmorata
Synidotea submarmorata là một loài chân đều trong họ Idoteidae. Loài này được Kussakin & Mezhov miêu tả khoa học năm 1979.